# Saltopus
Saltopus elginensis
Genre
Espèce
Saltopus est un genre fossile de Dinosauriformes, très proche des Dinosaures, ayant vécu au Trias supérieur, il y a environ 227 millions d'années, dans ce qui est aujourd'hui l'Écosse. Il est représenté par la seule espèce Saltopus elginensis.

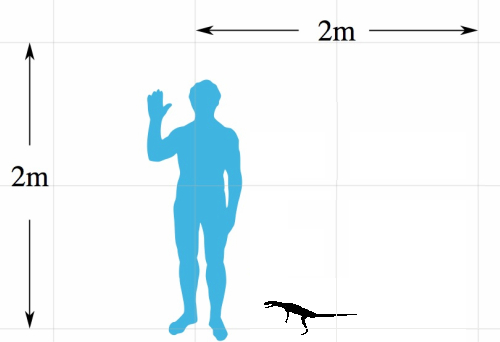
Comparaison des tailles de Saltopus et de l'Homme moderne

## Taxonomie
Saltopus a été décrit en 1910 par le paléontologue allemand Friedrich von Huene. Son épithète spécifique, composée de elgin et du suffixe latin -ensis, « qui vit dans, qui habite », lui a été donnée en référence au lieu de sa découverte, la carrière de Lossiemouth, près d'Elgin, en Écosse.
Son nom de genre (Saltopus, littéralement « pied sauteur ») lui a été attribué en vertu d'une théorie aujourd'hui abandonnée qui voulait que cet animal se déplace par petits bonds. Cette hypothèse venait de la longueur de ses membres postérieurs soutenus par un bassin solidement soudé à ses vertèbres sacrées.

## Description
Saltopus n'est connu que par un seul squelette fossile partiel, sans le crâne mais avec des parties de la colonne vertébrale, les membres antérieurs, le pelvis et les membres postérieurs, toutefois seulement préservés sous la forme de moulages en creux dans le grès. Sa longueur a été estimée entre 80 cm et 1 m avec la queue en 2011, et à seulement environ 50 cm en 2016, avec un poids inférieur à 1 kg.

## Publication originale
- (de) Friedrich von Huene, « Ein primitiver Dinosaurier aus der mittleren Trias von Elgin », Geologie und Paläontologie Abhandlungen, Iéna, vol. 8, no 6,‎ 1910, p. 317-322 (lire en ligne, consulté le 1er octobre 2020)